# Copa de Andalucía de fútbol femenino
La Copa de Andaluía de fútbol femenino es un torneo de carácter amistoso con el fin de potenciar el fútbol femenino en Andalucía. Es organizado por la Federación Andaluza de Fútbol.

## Historia
La competición se creó con motivo del centenario de la RFAF, fundada el 22 de febrero de 1915. La primera copa aún se determinó en un partido disputado el 25 de enero de 2015 entre el Sporting de Huelva y el Atlético Málaga, los dos clubes andaluces líderes del fútbol femenino en aquel momento.
Para la segunda edición de la copa se amplió el plantel de participantes a doce, que decidieron el ganador entre ellos en partidos de 45 minutos cada uno en un torneo de un día. Aunque la segunda copa se disputó en el mismo año natural que la primera, se contabiliza para 2016. Cuatro clubes participaron en el tercer torneo de copa en 2017, y para el cuarto en 2018 el campo se había duplicado a ocho.
La edición de 2020 contó con 8 equipos, seleccionados entre los mejores de las tres primeras categorías, aunque sin contar con el Sevilla C.F ni el Sporting de Huelva por renuncia, jugándose eliminatorias desde cuartos de final.
La edición de 2021 contó con una selección de 6 equipos, donde Sporting de Huelva y Sevilla C.F estaban exentos de jugar la primera fase.
En el año 2022 participan 8 equipos, donde el Sporting de Huelva decide retirarse una vez comenzada la competición, declarando la RFAF incomparecencia del mismo, y el pase a la semifinal de su rival: el Pozoalbense.
La edición de 2023 contó únicamente con la presencia de los 4 equipos que militaban en la Primera División Femenina de España: Sporting de Huelva, Real Betis, Granada C.F y Sevilla F. C.
La edición de 2024 vuelve a contar con solamente 4 equipos: Sevilla F.C, Real Betis, Granada C.F y Sporting de Huelva. 

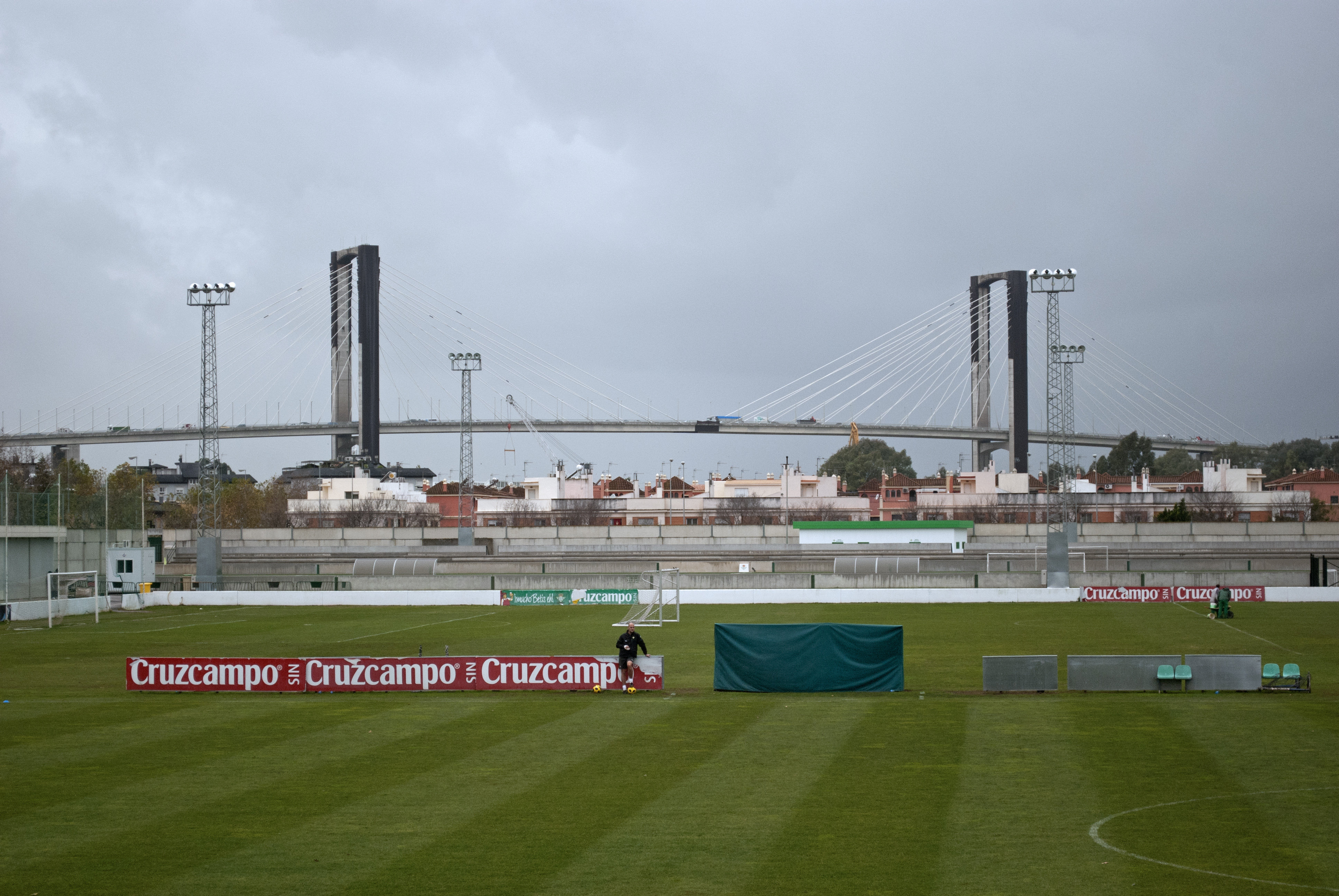
La Ciudad Deportiva Luis del Sol acogió la final de la edición 2023/24

## Finales disputadas
| Temporada | Campeón            | Resultados | Subcampeón         | Sede Final                                              |
| --------- | ------------------ | ---------- | ------------------ | ------------------------------------------------------- |
| 2014/15   | Sporting de Huelva | 4 - 1      | Atlético Málaga    | Paradas, Sevilla                                        |
| 2015/16   | Sporting de Huelva | 2 - 0      | Real Betis         | Pozoblanco, Córdoba                                     |
| 2016/17   | Sporting de Huelva | 3 - 1      | Real Betis         | Pozoblanco, Córdoba                                     |
| 2017/18   | CD Pozoalbense     | 1-0        | ADFB La Rambla     | Campo de fútbol del recinto ferial, Pozoblanco, Córdoba |
| 2020/21   | Real Betis         | 2-1        | Granada C.F        | Estadio Los Manantiales, Alhaurín de la Torre, Málaga   |
| 2021/22   | Granada C.F        | 3-1        | Sporting de Huelva | Estadio Antonio Márquez, Mijas, Málaga                  |
| 2022/23   | Sevilla F. C.      | 3-1        | Real Betis         | Estadio municipal Bazán, San Fernando, Cádiz            |
| 2023/24   | Sevilla F. C.      | 1-0        | Sporting de Huelva | Ciudad deportiva Luis del Sol, Sevilla, Sevilla         |
| 2024/25   | Real Betis         | 1-0        | Sevilla F. C.      | Ciudad deportiva Luis del Sol, Sevilla, Sevilla         |

## Palmarés
| Equipo             | Títulos | Finales | Último campeonato | Subcampeonatos | Último subcampeonato |
| ------------------ | ------- | ------- | ----------------- | -------------- | -------------------- |
| Sporting de Huelva | 3       | 5       | 2016/17           | 2              | 2023/24              |
| Sevilla F. C.      | 2       | 3       | 2023/24           | 1              | 2024/25              |
| Real Betis         | 2       | 5       | 2024/25           | 3              | 2022/23              |
| Granada C.F        | 1       | 2       | 2021/22           | 1              | 2020/21              |
| CD Pozoalbense     | 1       | 1       | 2017/18           | -              | -                    |
| Atlético Malagueño | -       | 1       | -                 | 1              | 2014/15              |
| ADFB La Rambla     | -       | 1       | -                 | 1              | 2017/18              |